# Sine Saloum
 (août 2025).
Si vous disposez d'ouvrages ou d'articles de référence ou si vous connaissez des sites web de qualité traitant du thème abordé ici, merci de compléter l'article en donnant les références utiles à sa vérifiabilité et en les liant à la section « Notes et références ».
Le Sine Saloum est une région naturelle qui se trouve au Nord de la Gambie et au sud de la Petite-Côte au Sénégal. Sa superficie est de 180 000 hectares. C'est dans cette région naturelle que se trouve le parc national du delta du Saloum.
C'est un delta formé par la confluence de deux fleuves, le Sine et le Saloum. C'est également un bras de mer laissant entrer l'eau salée de plus en plus profondément dans les terres car le débit des deux fleuves est assez lent.
Il y a bien longtemps[évasif], les royaumes sérères du Sine (capitales : Diakhao, Mbissel) et du Saloum (capitale : Kahone) étaient rivales. Depuis 1984, deux régions administratives, le Kaolack et le Fatick, ont été créées.

## Économie

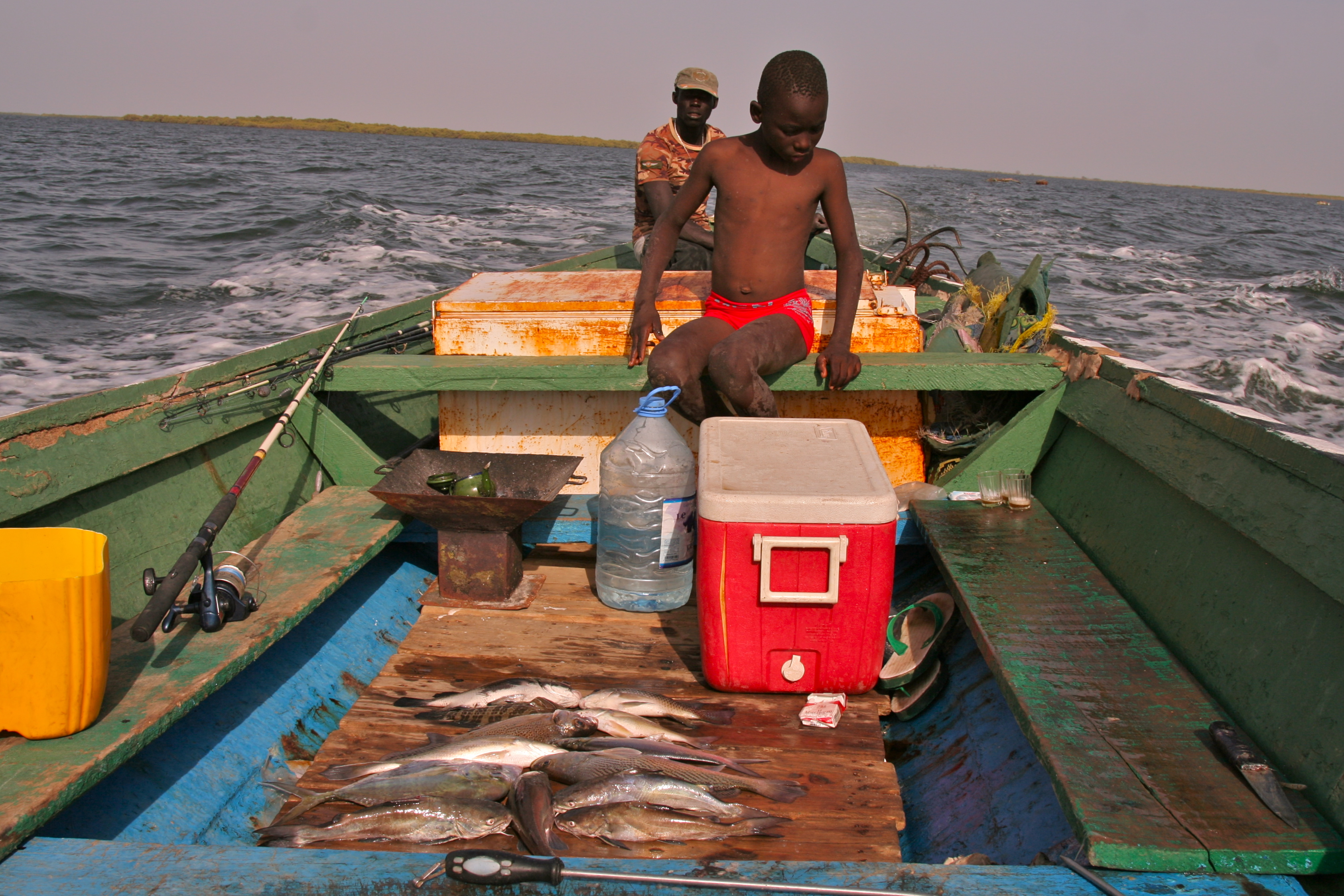
Retour de pêche dans le Sine Saloum.

L'activité économique principale est la pêche artisanale et la collecte des mollusques. Entre 9000 et 10 000 personnes sont actives dans ce secteur dont 7000 à 7500 pêcheurs. Les prises annuelles de poissons et de crevettes sont estimées à 15 000 tonnes. La production de mollusques s’élève quant à elle à 2600 tonnes. On considère que 5 à 10% de cette production est destinée à l’approvisionnement des ménages de pêcheurs, tandis que le reste de la production est consacré à la vente sur les marchés locaux ou à l’exportation vers les marchés étrangers.
Le transport est aussi très important, car c'est le seul moyen pour se déplacer d'îles en îles.
Il existe une économie secondaire basée sur la construction de bateaux de pêche, de barques et sur le passage des bacs.
La zone présente la particularité de permettre la production de miel monofloral de mangrove. Ce miel est très apprécié par les populations en raison de son goût spécifique. De plus, le revenu potentiel pour les apiculteurs est supérieur aux revenus générés par la production de miel polyfloral.

## Écosystème

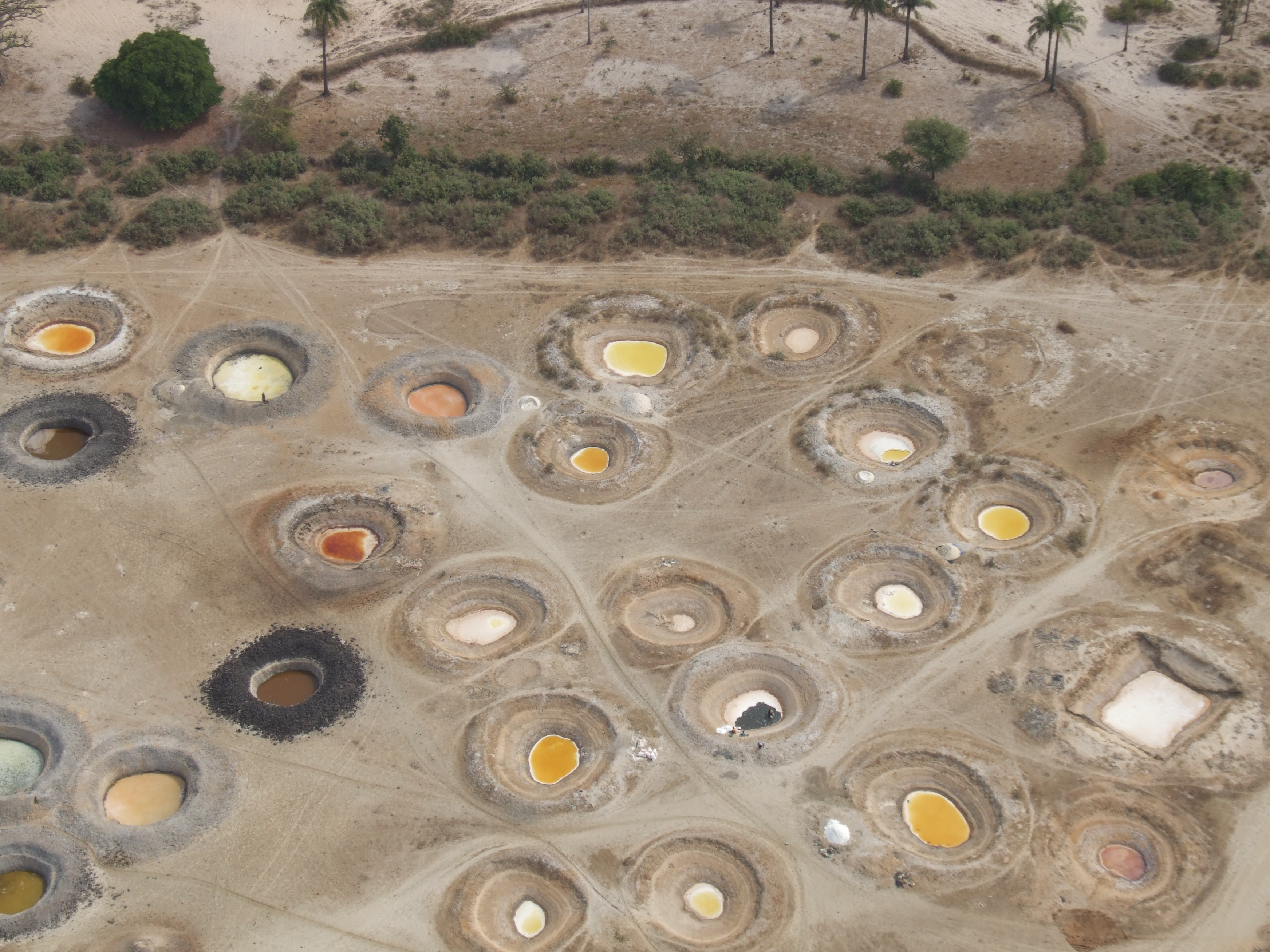
Puits de sel (vus d'un ULM)

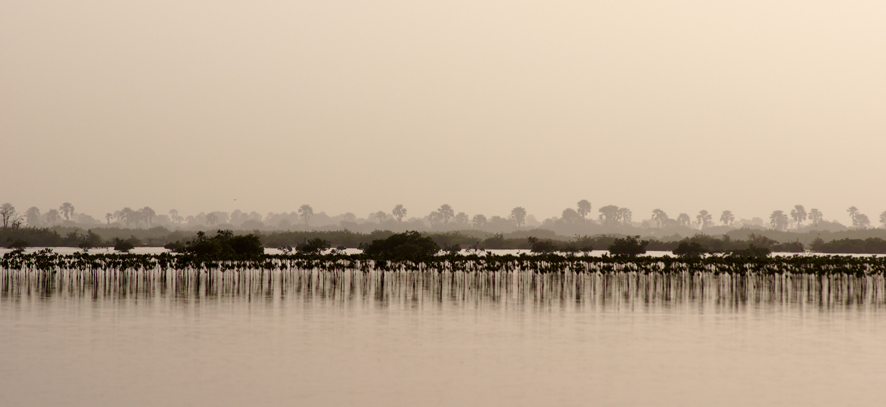
Pépinière de palétuviers.

Cette salinisation de l'eau est accentuée par une mauvaise gestion des fleuves en amont :
- Les mangroves, palétuviers disparaissent et les poissons d'eau douce supportent de moins en moins ce changement de l'écosystème.
- Les villageois ont du mal à s'approvisionner en eau douce. Parfois une pompe à eau est donnée gratuitement par des organisations internationale, mais ils ont du mal à se procurer des pièces détachées en cas de panne.

Ce bouleversement écologique transforme autant la nature que la vie des habitants de cette région.

## Navigation
Le Sine-Saloum a toujours été redouté par les navigateurs européens les plus émérites qui craignaient les mouvements de bancs de sable surtout à la pointe de Sangomar. Cette barre dangereuse, le manque de pistes, de moyens de transport autre que des bacs ont protégé cette région pendant de longues années et ont préservé la particularité des villages.

## Tourisme

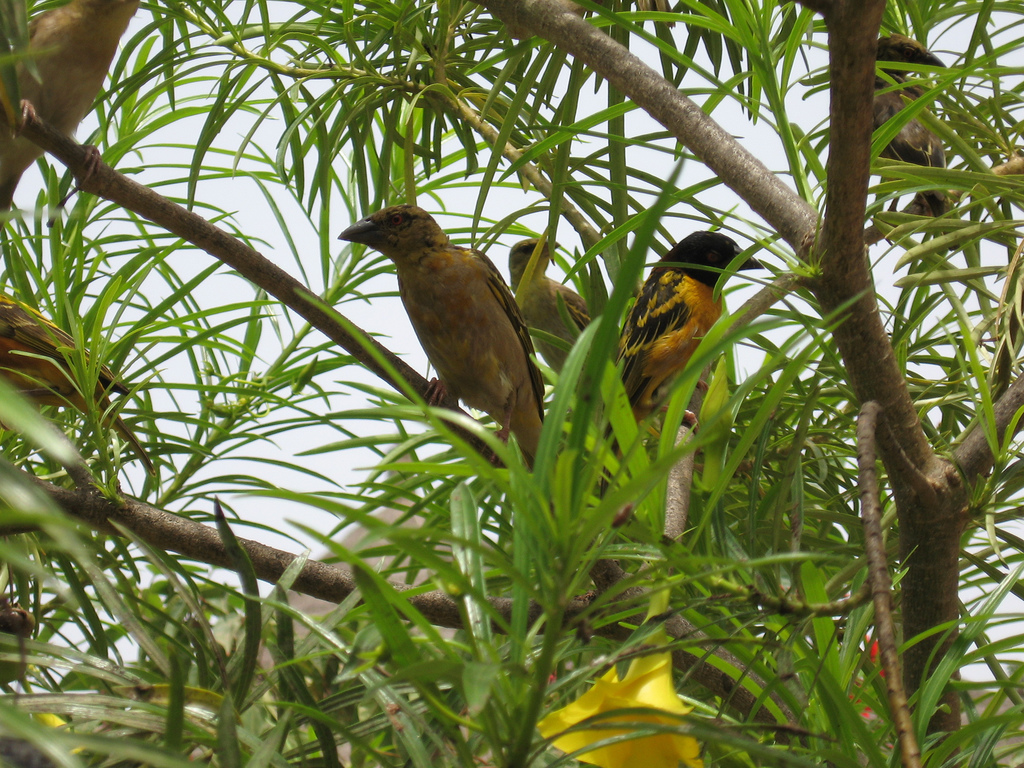
Tisserin gendarme dans une île du Sine-Saloum

C'est l'une des plus belles régions du Sénégal. Marigots, forêts, mangroves, lagunes, cordons sableux forment une variété riche de paysages sans compter la faune et les oiseaux du parc national, les petits villages de pêcheurs et l'accueil des habitants.
À titre d'exemple l'île de Mar Lodj est assez représentative de cet environnement.

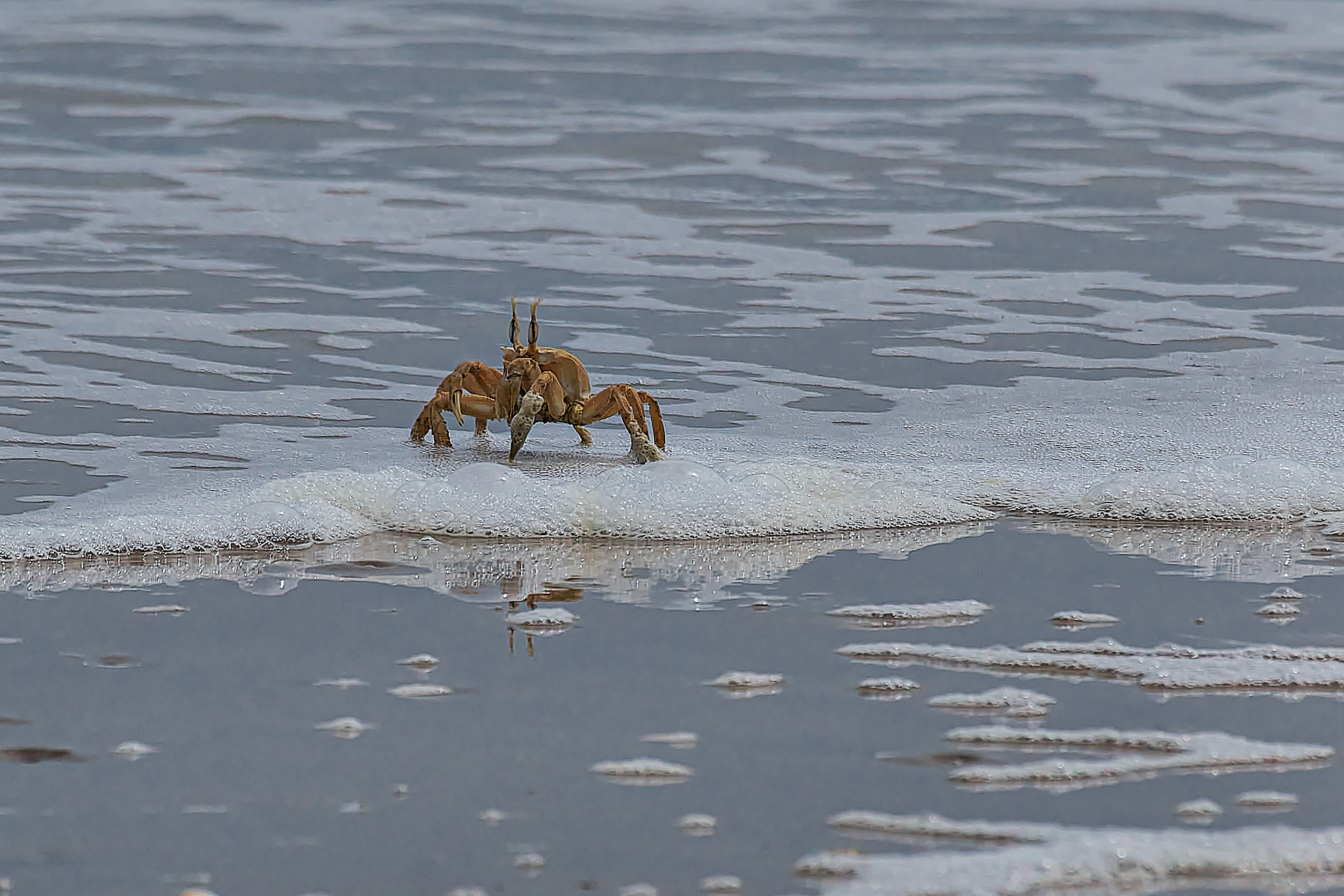
Crabe de plage du parc du delta Saloum

### Filmographie
- (fr) Sur les traces des mangeurs de coquillages, film de Laurence Gavron (et al.), IRD, Bondy, 2000, 52 min (VHS)[2]